# Classes de qualité des sites touristiques de Chine

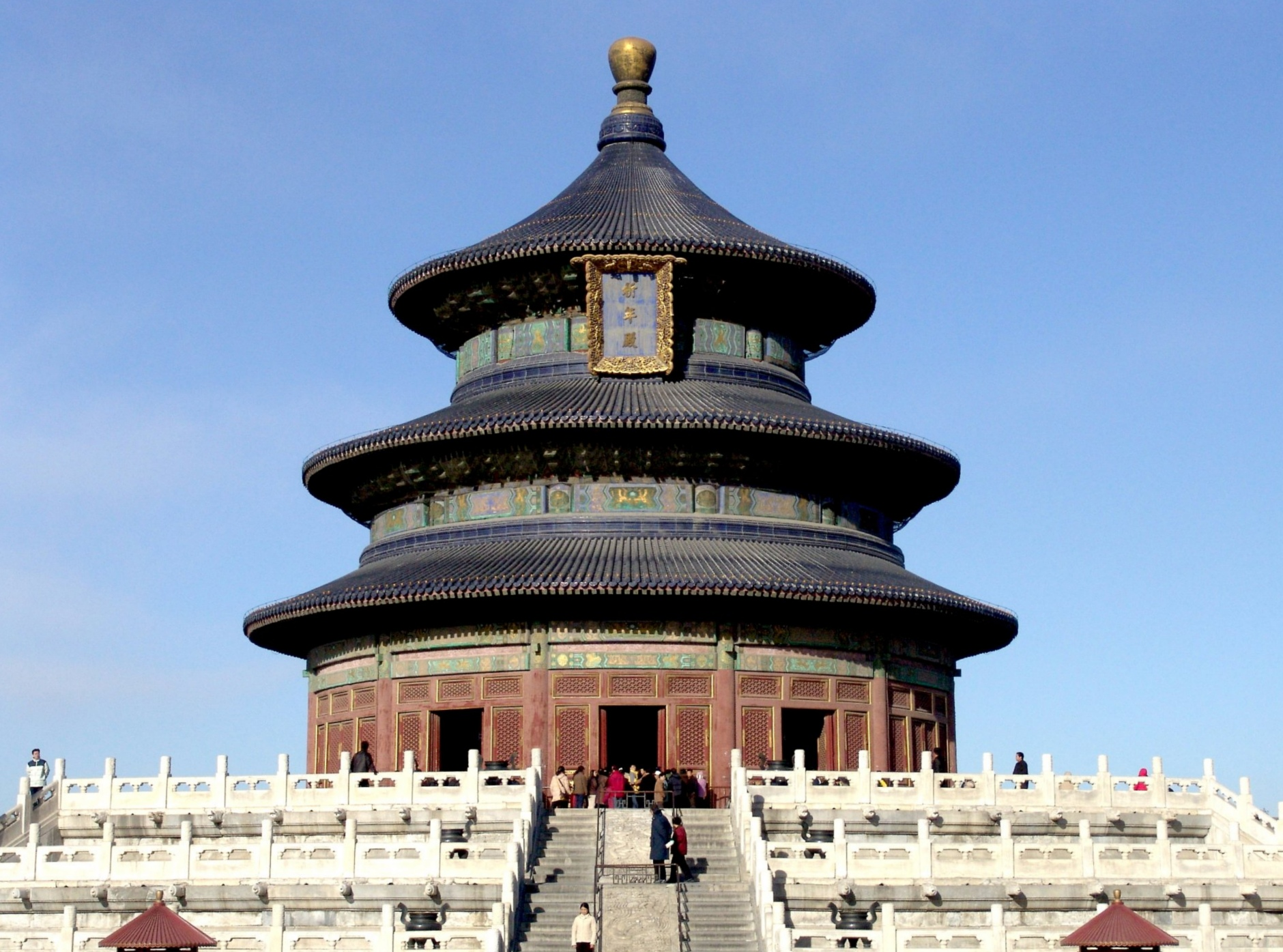
Image de la salle de prière pour la bonne récolte, Temple du Ciel, à Pékin.

Les classes de qualité des sites touristiques de Chine (chinois : 旅游景区质量等级 ; pinyin : lǚyóu jǐngqū zhìliàng děngjī), sont un système de notation, par le ministère du tourisme chinois, concernant les critères de sécurité, propreté, accès aux sanitaires et transports. Il est divisé en cinq catégories, de A (ou 1A, pour le plus bas niveau), AA (2A), AAA (3A), AAAA (4A) à AAAAA (5A, le plus haut niveau). 